# Dissay-sous-Courcillon
Dissay-sous-Courcillon és un municipi francès situat al departament del Sarthe i a la regió de País del Loira. L'any 2007 tenia 982 habitants.

## Demografia

### Població
El 2007 la població de fet de Dissay-sous-Courcillon era de 982 persones. Hi havia 423 famílies de les quals 130 eren unipersonals (55 homes vivint sols i 75 dones vivint soles), 154 parelles sense fills, 115 parelles amb fills i 24 famílies monoparentals amb fills.
La població ha evolucionat segons el següent gràfic:
Habitants censats

### Habitatges
El 2007 hi havia 503 habitatges, 424 eren l'habitatge principal de la família, 45 eren segones residències i 35 estaven desocupats. 496 eren cases i 4 eren apartaments. Dels 424 habitatges principals, 340 estaven ocupats pels seus propietaris, 78 estaven llogats i ocupats pels llogaters i 6 estaven cedits a títol gratuït; 5 tenien una cambra, 30 en tenien dues, 101 en tenien tres, 129 en tenien quatre i 159 en tenien cinc o més. 320 habitatges disposaven pel capbaix d'una plaça de pàrquing. A 187 habitatges hi havia un automòbil i a 188 n'hi havia dos o més.

### Piràmide de població
La piràmide de població per edats i sexe el 2009 era:
| Homes | Edats   | Dones |
| ----- | ------- | ----- |
| 0     | 95 o +  | 0     |
| 0     | 90 a 94 | 0     |
| 20    | 85 a 89 | 12    |
| 8     | 80 a 84 | 8     |
| 16    | 75 a 79 | 24    |
| 20    | 70 a 74 | 36    |
| 32    | 65 a 69 | 24    |
| 44    | 60 a 64 | 20    |
| 8     | 55 a 59 | 28    |
| 28    | 50 a 54 | 24    |
| 36    | 45 a 49 | 28    |
| 32    | 40 a 44 | 32    |
| 28    | 35 a 39 | 36    |
| 32    | 30 a 34 | 20    |
| 28    | 25 a 29 | 36    |
| 12    | 20 a 24 | 12    |
| 32    | 15 a 19 | 24    |
| 24    | 10 a 14 | 28    |
| 20    | 5 a 9   | 32    |
| 44    | 0 a 4   | 16    |

## Economia
El 2007 la població en edat de treballar era de 566 persones, 409 eren actives i 157 eren inactives. De les 409 persones actives 387 estaven ocupades (211 homes i 176 dones) i 22 estaven aturades (6 homes i 16 dones). De les 157 persones inactives 75 estaven jubilades, 39 estaven estudiant i 43 estaven classificades com a «altres inactius».

### Ingressos
El 2009 a Dissay-sous-Courcillon hi havia 439 unitats fiscals que integraven 1.005 persones, la mediana anual d'ingressos fiscals per persona era de 16.231 €.

### Activitats econòmiques
Dels 43 establiments que hi havia el 2007, 3 eren d'empreses extractives, 2 d'empreses alimentàries, 1 d'una empresa de fabricació de material elèctric, 6 d'empreses de fabricació d'altres productes industrials, 12 d'empreses de construcció, 4 d'empreses de comerç i reparació d'automòbils, 4 d'empreses de transport, 3 d'empreses d'hostatgeria i restauració, 1 d'una empresa financera, 2 d'empreses immobiliàries, 2 d'empreses de serveis, 2 d'entitats de l'administració pública i 1 d'una empresa classificada com a «altres activitats de serveis».
Dels 12 establiments de servei als particulars que hi havia el 2009, 1 era una oficina de correu, 2 tallers de reparació d'automòbils i de material agrícola, 1 paleta, 1 guixaire pintor, 1 fusteria, 2 lampisteries, 2 electricistes, 1 perruqueria i 1 restaurant.
Dels 2 establiments comercials que hi havia el 2009, 1 era una fleca i 1 una peixateria.
L'any 2000 a Dissay-sous-Courcillon hi havia 58 explotacions agrícoles que ocupaven un total de 1.738 hectàrees.

## Equipaments sanitaris i escolars
El 2009 hi havia una escola elemental.

## Poblacions més properes
El següent diagrama mostra les poblacions més properes.